# Internetreclame
Onder internetreclame wordt reclame verstaan die in verschillende vormen op het internet en het wereldwijde web (www) verschijnt.

## Vormen
Het internet, wereldwijde web en de technologieën die gebruikt worden, maken het mogelijk om de gebruiker aan te spreken op verschillende manieren. Meestal wordt er bij internetreclame gebruikgemaakt van een advertentienetwerk dat als tussenschakel fungeert tussen adverteerders en uitgevers.

### E-mailreclame
Met e-mailreclame worden potentiële en huidige klanten aangesproken door reclameboodschappen in e-mailberichten. De ontvanger van deze e-mailberichten heeft de mogelijkheid om de website van de adverteerder te bezoeken door op een link te klikken. In het algemeen zijn deze links gekoppeld aan analysesoftware die het aantal klikken telt. Op deze manier kan de adverteerder een evaluatie maken van klantcontacten.

### Banierreclame
Met banierreclame wordt de weergave van grafische elementen (banieren oftewel banners) bedoeld waar een reclameboodschap in verwerkt is. Door op een banier te klikken wordt een pagina geopend waar meer informatie over het geadverteerde te vinden is.
Via banierreclame wordt - meestal door een advertentieserver (Engels: Adserver) - het aantal advertentievertoningen en het aantal advertentieklikken gemeten.
Meestal wordt banierreclame geïntegreerd in de webpagina. Doordat bijna elke website gebruikmaakt van geïntegreerde webbanieren, is er bij de eindgebruikers een gewenningseffect opgetreden zodat ze de banierreclame meestal niet meer opmerken (banierblindheid).

#### Pop-up- of Pop-underreclame
Een opvallendere manier van reclame is de zogenaamde pop-up- of pup-underreclame omdat er een extra browservenster geopend wordt naast de pagina die de gebruiker reeds aan het bekijken was. Deze nieuwe pagina bevat enkel reclame.
Pop-upreclame verschijnt boven op het browservenster dat de gebruiker aan het bekijken is. Pop-underreclame verschijnt onder het gebruikte browservenster. Hierdoor wordt het meestal pas bemerkt als het gebruikte browservenster gesloten wordt.
Door de opkomst van pop-up blockers kunnen minder gebruikers bereikt worden. Hierdoor zijn reclamemakers op zoek gegaan naar alternatieven om reclame zichtbaar te maken zonder pop-up of pop-under.
Een nieuwere vorm van pop-upreclame is de zogenaamde Hover Ad (Nederlands: Zweefadvertentie). Hover Ads zijn een speciale vorm van pop-upreclame die gebruikmaken van DHTML, JavaScript, Flash en vergelijkbare webbrowsertechnologieën. Dit soort pop-ups lijken te zweven boven op de geopende webpagina, waardoor ze meestal de inhoud bedekken.

#### Bijzondere reclameformaten
Om het effect tegen te gaan van de zogenaamde banierblindheid, worden nieuwe methoden gebruikt om gebruikers hun aandacht op de reclame te vestigen. Deze nieuwe methoden omvatten onder andere uitgebreide animaties van de banierreclame door Flash of door de banierreclame op bijzondere plaatsen te vertonen door middel van JavaScript.
Een voorbeeld hiervan zijn reclamebanieren die de gehele webpagina bedekken terwijl ze een flashanimatie afspelen.

### Verbale plaatsing
Een andere vorm van onlinereclame is de zogenaamde verbale plaatsing. Met deze methode wordt er door de website-auteur met opzet een reclamelink verwerkt in de tekst van zijn webpagina. De taal- en zinsbouw van het artikel op de webpagina zal aangepast zijn aan de doelgroep.
Praktijkvoorbeeld:
... Voor het verwijderen van de versnellingspook heeft u een 10 millimeter sleutel nodig. Gelukkig zijn er veel prijsvergelijkingswebsites waardoor u gemakkelijk de goedkoopste aanbieding vindt. Vervolgens opent u de behuizing zodat er...
In bovenstaand praktijkvoorbeeld zal de auteur een reclamelink geplaatst hebben op het sleutelwoord "prijsvergelijkingswebsites". Deze vorm van reclame blijft vaak onopgemerkt door reclameblokkeringsprogramma's. Vooral omdat het gebruikt wordt voor zoekmachine-optimalisatie.

### Targeting
Sommige websites slagen erin om klanten met gerichte reclame te bereiken. Zo kunnen bijvoorbeeld websites die zich bezighouden met het verkopen van auto's, verschillende vormen van reclame leveren aan een vooraf gedefinieerd klantenbestand zonder verspilling. De reclame kan per automodel, bouwjaar, kleur, merk, ... verstuurd worden. Deze vorm van internetreclame wordt vaak gebruikt op websites met pornografische inhoud. Een analyse van het IP-adres van de bezoeker kan een benadering opleveren van de woonplaats, waarna een banier getoond wordt met prostitués in de buurt van de gebruiker.

#### Semantische targeting
Bij semantisch adverteren, ook wel semantische targeting genaamd, worden de aangesloten websites gescand en geanalyseerd op hun inhoud door middel van semantische technologieën. Het doel hiervan is de inhoud van de webpagina op een correcte manier in te delen en te indexeren zodat er gepaste en relevante advertenties getoond kunnen worden. Hierbij wordt vaak gebruikgemaakt van vooraf opgezette taxonomische databases zodat webartikels ingedeeld kunnen worden in categorieën (en sub-categorieën), zoals "Slecht nieuws", "Pornografie", "Geweld", ... enz.
Praktijkvoorbeeld:
Een verzekeraar kan bijvoorbeeld een zakelijke overeenkomst sluiten bij een reclamebureau om ervoor te zorgen dat zijn advertenties verschijnen bij artikels die vallen onder de categorie "Slecht nieuws" en meer specifiek onder de subcategorie "Huisinbraak" hiervan.

#### Gedragsgerichte targeting
Bij gedragsgericht adverteren, ook wel behavioral targeting genoemd, wordt het gedrag van de gebruiker vastgelegd en onderzocht met als doel de interesses van de gebruiker te bepalen. Hierdoor proberen reclamebureaus de reclame beter af te stemmen met de interesses van de gebruiker zodat deze hierop ingaat.
Gedragsgericht adverteren gebruikt informatie over het browsinggedrag van de gebruiker, zoals de webpagina's die hij bezoekt en de zoekopdrachten die hij geeft, om te bepalen welke advertenties ze aan die gebruiker vertonen.

## Privacy
Het gebruik van internetreclame heeft gevolgen voor de privacy en de anonimiteit van de gebruikers. Als een reclamebedrijf bijvoorbeeld banieren heeft geplaatst op twee verschillende websites en er wordt gebruikgemaakt van derde-partij-cookies, dan is het reclamebureau in staat om het browsen van de gebruikers te volgen tussen deze twee websites.
Derde-partij-cookies kunnen door de meeste browsers geblokkeerd worden om de privacy van de gebruiker te vergroten en het volgen (Engels: tracken) door advertentie- en trackingbedrijven tegen te gaan.